# Фердинанд фон Пілоті

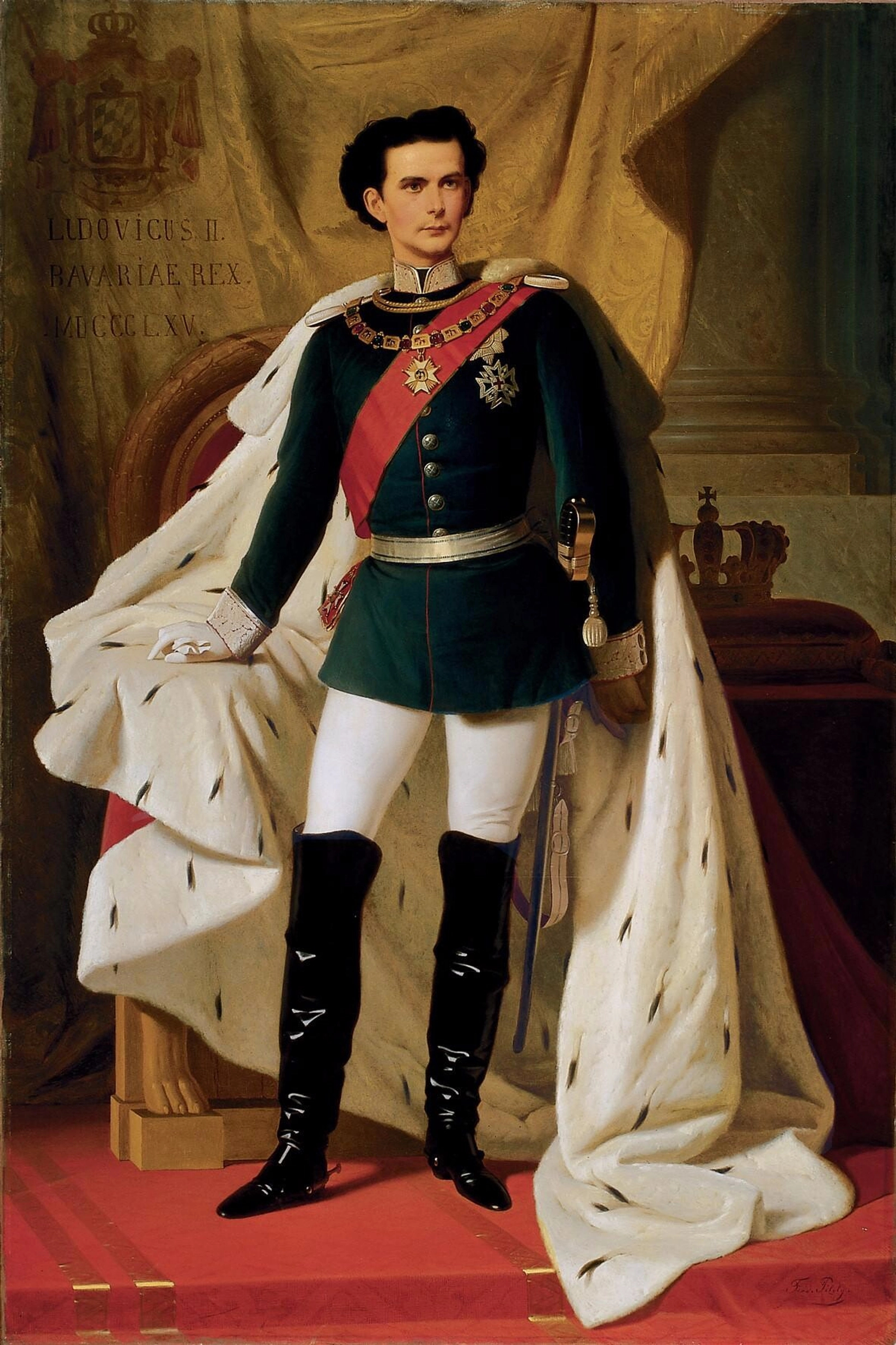
Двадцятирічний Людвіг ІІ в коронаційній мантії (1865).

Фердина́нд фон Пі́лоті (молодший) (нім. Ferdinand von Piloty (der Jüngere); *9 жовтня 1828, Мюнхен — †21 грудня 1895, там само) — німецький художник та ілюстратор.
Народився у родині художника Фердинанда Пілоті, брат художника Карла Теодора фон Пілоті. Художню освіту отримав у мюнхенській Академії образотворчих мистецтв під керівництвом Карла Шорна.
У своїй творчості притримувався напрямку свого старшого брата, поступаючись йому в обдаруванні. Серед найвідоміших його творів — п'ять фресок у Національному музеї в Мюнхені («Томас Мор у темниці», «Рафаель на одрі хвороби», «Граф Ебергард Вюртемберзький біля тіла свого сина», «Медик минулого сторіччя» й «Проповідь капуцина»).
Фердинанд фон Пілоті є автором малюнків для ілюстрованого видання шиллерівського «Дзвона», здійсненого Коттою.